# Błażej Podleśny
Błażej Podleśny (* 13. September 1995) ist ein polnischer Volleyballspieler. Er spielt auf der Position Zuspiel.

## Erfolge Verein
Polnische Juniorenmeisterschaften:
- 2014

Tschechische Meisterschaft:
- 2019

Österreichischer Pokal:
- 2021

## Einzelauszeichnungen
- 2021: MVP Österreichischer Pokal